# Michelinův průvodce

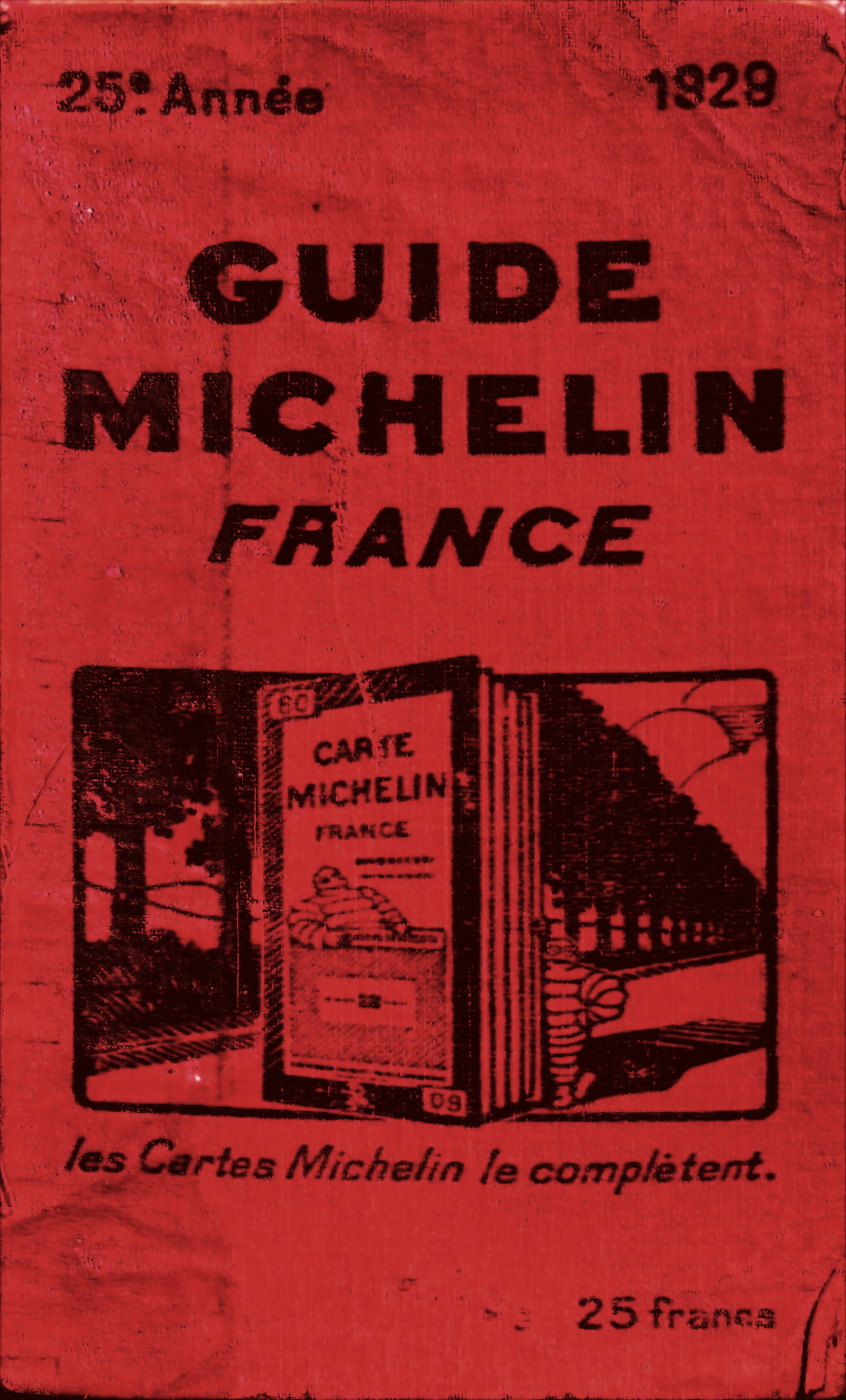
Vydání z roku 1929

Průvodce Michelin (francouzsky Le Guide Michelin) je série knižních průvodců vydávaných každoročně francouzskou společností Michelin ve více než 12 zemích. Tento průvodce volně navazuje na Michelin Red Guide, nejstarší a nejznámější průvodce, který uděloval hvězdičky hotelům a restauracím. Společnost Michelin vydává také Zeleného průvodce Michelin (Michelin Green Guide) pro cestování a turistický ruch, stejně jako několik novějších publikací jako Guide Voyageur Pratique (samostatné cestování), Guide Gourmand (dobře hodnocené restaurace), Guide Escapade (rychlá občerstvení) a Guide Coup de Cœur (popis hotelů).

## Historie
André Michelin vydal první edici průvodce po Francii v roce 1900. Jejím cílem bylo pomoci řidičům při hledání příjemného ubytování a možností dobrého stravování při cestování. Průvodce obsahoval adresy benzinových pump, garáží, autoopraven a informace o cenách paliva a otevíracích dobách. Kniha byla v letech 1900–1920 rozdávána zdarma. Bratři Michelinové zavedli poplatek poté, co bylo mnoho brožur nalezeno bez užitku. Průvodce zdarma nebyl brán „vážně“.
Kniha poprvé představila hodnocení hvězdou v roce 1926, aby upozornila na dobrou kuchyni. Dvě a tři hvězdičky byly přidány poprvé na počátku 30. let. Obal průvodce byl původně modrý, ale od roku 1931 byl změněn na červený. Protože se cestování stále více rozšiřovalo, systém hvězdiček se rozvíjel a průvodce se dostal i do dalších zemí. V dnešní době série obsahuje 12 průvodců s více než 45 000 hotely a restauracemi napříč Evropou a jen ve Francii bylo prodáno 30 miliónů kopií od doby prvního vydání. Nyní je znám Červený průvodce Michelin pokrývající Francii, Rakousko, Nizozemí, Belgii, Lucembursko, Itálii, Německo, Španělsko, Portugalsko, Švýcarsko a Velkou Británii a Irsko. Průvodce zabývající se Francií je stále považován za značně dokonalý. Existuje pak rovněž průvodce Zelený Michelin, který se zabývá hlavními městy Evropy. První průvodce po městech mimo Evropu byl vydán až v roce 2005 pro New York a v roce 2006 pro San Francisco. Průvodci Tokiem, Los Angeles a Las Vegas byly poprvé vydány až v listopadu 2007. V průvodci Tokiem vydaném v listopadu 2008 bylo uděleno celkem 227 hvězd – 9 restaurací dostalo 3 hvězdy, 36 restaurací 2 hvězdy a 128 restaurací 1 hvězdu. Je to větší množství než v případě 3 hvězdičkových restaurací v New Yorku a 2 hvězdičkových restaurací v Paříži. Ale příčinou byl zřejmě počet restaurací, které má Tokio (160 000 – oproti NY s 25 000 a Paříži s 13 000 restauracemi). Průvodce pro Hongkong a Macao byl vydán v prosinci 2008, kdy byla jmenována do funkce šéfredaktora pro francouzskou sérii průvodce Němka Juliane Caspar. Je to první žena a zároveň první člověk jiné národnosti, který převzal kontrolu nad francouzskou verzí.

## Červený a zelený průvodce Michelin
Červený průvodce Michelin je podrobnější než ostatní Michelin průvodci. Rozsáhlý systém symbolů popisuje každý recenzovaný podnik jak v jedné, tak ve dvou rovinách. Pro restaurace ohodnocené hvězdou také jsou uvedeny navíc 3 speciality. V poslední době je přidána hvězdička mnoha podnikům, např. ve Francii je nyní 9 000 restaurací, které se mohou pyšnit 1-3 hvězdami Michelin. Toto shrnutí je zapisováno do průvodce v jazyce země, pro kterou je vydáván, ale symboly jsou zachovány. Červený průvodce používá anonymní inspekci a neohlašuje předem svou návštěvu. Michelin požaduje znovu navštívit podniky průměrně jednou za 18 měsíců k udržení svého hodnocení do budoucna. Zelený průvodce Michelin se zaměřuje na konkrétní oblasti Francie a na mnoho zemí, oblastí a měst mimo Francii. Většina Zelených průvodců pro Francii je dostupná v několika jazycích. Obsahují základní informace a abecední seznam popisující hlavní zajímavosti podniků. Stejně jako Červený průvodce Michelin používá 3-hvězdičkový systém doporučující speciality v podnicích.

## Michelinské hvězdy a další hodnocení

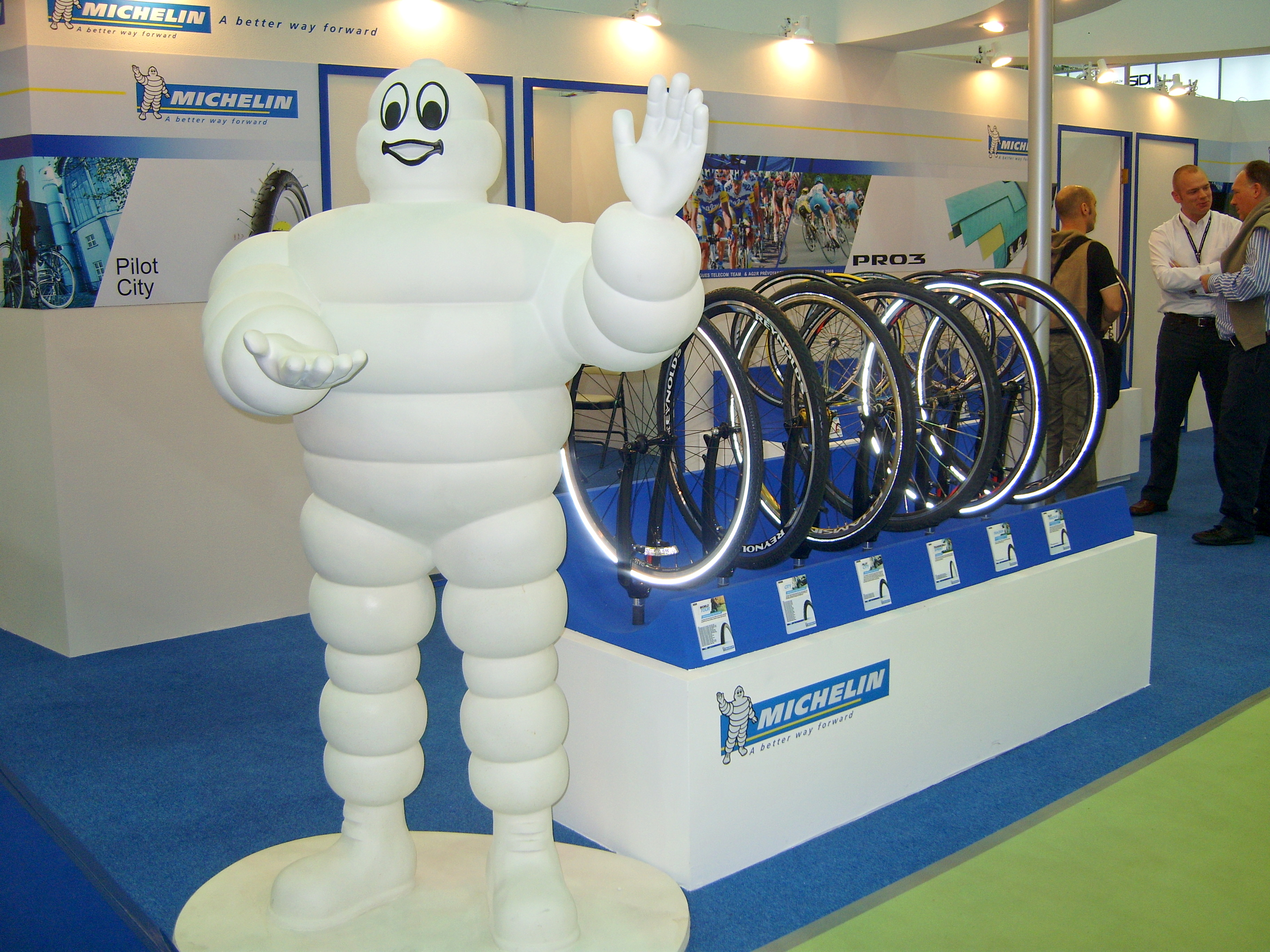
Michelinův maskot Bibendum

Průvodce hodnotí 1-3 hvězdami malý počet restaurací výjimečné kvality. Hvězdy jsou udělovány šetrně, například ve Velké Británii a Irsku bylo v roce 2004 ohodnoceno pouze 5 500 účastníků – nově 98 restaurací 1 hvězdou, 11 dvěma hvězdami a pouze 3 restaurace třemi hvězdami. Od roku 1955 průvodce zvýrazňuje restaurace nabízející dobré jídlo za dobrou cenu, dnes nazvaný jako Bib Gourmand. Podniky musí mít v nabídce menu, které nepřesáhne částku £28. Název pochází ze slova Bibendum, což je název maskota společnosti Michelin. Průvodce také obsahuje restaurace, které nemají žádnou hvězdu. Tyto restaurace jsou obvykle hodnoceny stupnicí „příborů“. Toto hodnocení je dáváno všem restauracím, uznanými v průvodci, v rozsahu 1-5 příborů. Jeden „příbor“ znamená „docela příjemná restaurace“ a pět „příborů“ znamená „luxusní restaurace“. Jestliže je příbor zbarven do červena, označuje to restaurace, které jsou „velmi příjemné“. Příborová stupnice je určena pro označení celkově příjemného prostředí a kvalitu restaurace, nicméně žádný seznam v průvodci nepožaduje vysoký standard kuchyně.
Restaurace, nezávisle na jejich dalším hodnocení v průvodci, mohou také dostat další symboly z tohoto seznamu:
- Mince jsou udělovány těm restauracím, které servírují menu za určitou cenu nebo méně. Cena záleží na místním cenovém standardu. Ve Francii je požadovaná cena v současnosti 16,50 €.
- Zajímavý výhled nebo velkolepý výhled symbolizovaný černými nebo červenými symboly dostávají restaurace, které nabízejí oběd či večeři s výhledem.
- Hrozny jsou dávány restauracím, které servírují zajímavý výběr vín.

Za udělení hvězd je třeba firmě Michelin pravidelně platit velké částky.

## Spory
Kvůli jejich pověsti jsou Michelinovi průvodci předmětem vzrůstajícího množství kontrol a kritiky.

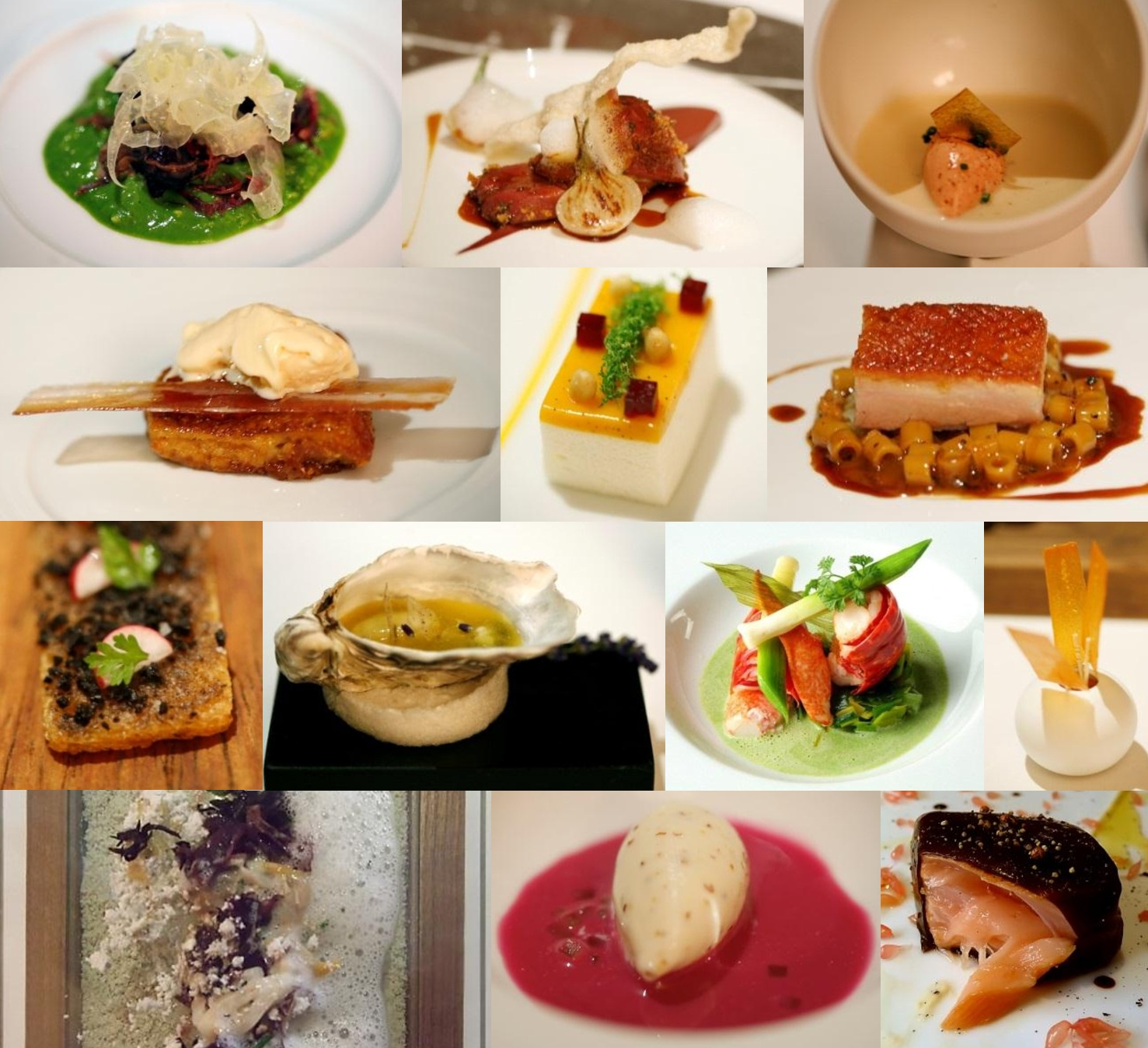
Jídla v restauracích s hvězdou Michelin

### Louisova aféra
24. února 2003 Bernard Loiseau, vynikající francouzský šéfkuchař, spáchal sebevraždu, když jeho restauraci hrozilo nebezpečí snížení hodnocení ze 3 na 2 hvězdičky. Loiseau byl velmi zoufalý, protože tím by jeho obchod upadl. Navíc už delší dobu trpěl depresemi a psychickými problémy, pravděpodobně následkem vystavení tomuto velkému stresu. Nicméně 4 dny po Louisově smrti byl vydán nový průvodce, ve kterém Louisově restauraci 3 hvězdičky zůstaly. Pozdější zprávy připsaly sebevraždu úpadku v průvodci Gault Millau. Michelinova francouzská verze Červeného průvodce prodala v roce 2004 415 000 kopií ve Francii, šestkrát více než nejbližší soupeř, průvodce Gault Millau.

### Obvinění za laxní přístup k inspekci
Pascal Rémy, inspektor společnosti Michelin a zároveň zaměstnanec Gault Millau, napsal v roce 2004 knihu ve které prohlašuje, že společnost Michelin se stává nesmírně nedbalou při hodnocení. Podal svědectví, že ačkoli průvodce tvrdí, že navštěvuje každých 18 měsíců všech 4 000 ohodnocených restaurací k udržení standardu hodnocení, navštěvují je pouze každých 3,5 roku, jestliže nevznikne nějaká stížnost. Rémy byl následně ze společnosti Michelin propuštěn. Přinesl k soudu důkazy za nespravedlivé propuštění, které však nebyly úspěšné.

### Obvinění ze zaujatosti
Neboť je Michelin Guide vydáván francouzskou společností, angličtí kritici tvrdí, že je hodnocení zaujaté směrem k francouzské kuchyni. Když společnost vydala prvního průvodce pro NY, novinář z New York Times poznamenal, že místní vysoce hodnocená newyorská restaurace, která dostává různá ocenění od jiných průvodců, nedostala od Michelina žádnou hvězdičku. Novinář ale také podotkl, že restaurace byla zmíněna v průvodci kladně a že další dvě restaurace, které vlastnil stejný majitel, dostaly od Michelina hvězdičky. Podle novináře jsou však v NY další výtečné restaurace, které by zasloužily ocenění více než některé francouzské restaurace.

### Rozdílné působení
Rozsah působení průvodce se značně liší země od země. Ačkoli mezinárodní pokrytí průvodce stále roste, stále zahrnuje jen rozsáhlejší města a nejlepší restaurace dostupné v dané zemi. To vedlo průvodce k dosažení titulu „snobský“ v mnoha zemích, kde jsou na seznamu jen nejlepší a nejdražší restaurace.

## Ocenění Michelin v Česku
V roce 2008 získala jako první v Česku i ve střední a východní Evropě Michelinskou hvězdu pražská restaurace Allegro. V roce 2021 byly oceněné jednou hvězdou dvě pražské restaurace: La Degustation Bohéme Bourgeoise a Field na Starém Městě v Praze. Hvězdu také v minulosti získaly restaurace Alcron a Maze (která však zanikla ještě předtím, než bylo ocenění oznámeno).
V kategorii Bib Gourmand („dobré jídlo za přijatelné ceny“) byly v roce 2021 oceněné i další pražské restaurace: Dejvická 34, Divinis, Eska, Na Kopci a The Eatery.

## Hvězdy podle zemí
| Země               | Tři hvězdy | Dvě hvězdy | Jedna hvězda | Rok  |
| ------------------ | ---------- | ---------- | ------------ | ---- |
| Francie            | 29         | 75         | 526          | 2023 |
| Japonsko           | 23         | 82         | 442          | 2023 |
| Španělsko          | 15         | 32         | 224          | 2023 |
| Itálie             | 13         | 40         | 342          | 2024 |
| USA                | 13         | 33         | 177          | 2023 |
| Německo            | 10         | 50         | 274          | 2023 |
| Spojené království | 8          | 20         | 159          | 2023 |
| Švýcarsko          | 4          | 26         | 108          | 2023 |
| Čína               | 4          | 16         | 102          | 2023 |
| Belgie             | 3          | 21         | 114          | 2023 |
| Singapur           | 3          | 6          | 46           | 2023 |
| Tchaj-wan          | 3          | 6          | 35           | 2023 |
| Nizozemí           | 2          | 20         | 103          | 2023 |
| Dánsko             | 2          | 9          | 21           | 2023 |
| Monako             | 2          | 4          | 22           | 2023 |
| Rakousko           | 1          | 6          | 8            | 2023 |
| Švédsko            | 1          | 3          | 15           | 2023 |
| Norsko             | 1          | 1          | 17           | 2023 |
| Slovinsko          | 1          | 1          | 7            | 2023 |
| Portugalsko        | -          | 7          | 30           | 2023 |
| Thajsko            | -          | 6          | 29           | 2023 |
| Irsko              | -          | 4          | 13           | 2023 |
| Maďarsko           | -          | 2          | 7            | 2023 |
| Kanada             | -          | 1          | 23           | 2023 |
| Řecko              | -          | 1          | 11           | 2023 |
| Turecko            | -          | 1          | 11           | 2024 |
| Lucembursko        | -          | 1          | 8            | 2023 |
| Argentina          | -          | 1          | 6            | 2024 |
| Finsko             | -          | 1          | 6            | 2023 |
| Malajsie           | -          | 1          | 4            | 2024 |
| Polsko             | -          | 1          | 2            | 2023 |
| Estonsko           | -          | 1          | 1            | 2023 |
| Chorvatsko         | -          | -          | 11           | 2023 |
| Malta              | -          | -          | 6            | 2023 |
| Vietnam            | -          | -          | 4            | 2023 |
| Česko              | -          | -          | 2            | 2021 |
| Lotyšsko           | -          | -          | 1            | 2024 |

## Kontroverze
Udělení hvězd restauraci nezvýší její obrat ani dvakrát, takže ocenění má malý ekonomický vliv. Poplatky za uvedení v průvodci Michelin oficiálně nekomentuje.
Společnost Michelin se v roce 2022 rozhodla provádět svá hodnocení pouze v zemích, které na to finančně přispějí. Zatímco v lednu 2023 Fialova vláda váhala, zda zaplatit zprostředkující agentuře 10 milionů českých korun za tři roky přístupu do katalogů , v červenci rozhodla o zaplacení 51,3 milionů českých korun na pět let.